# Parc Piispanpuisto
Le parc Piispanpuisto (finnois : Piispanpuisto, français : parc de l'évêque) est un parc du quartier de Väinölänniemi au centre de Kuopio en Finlande.

## Présentation

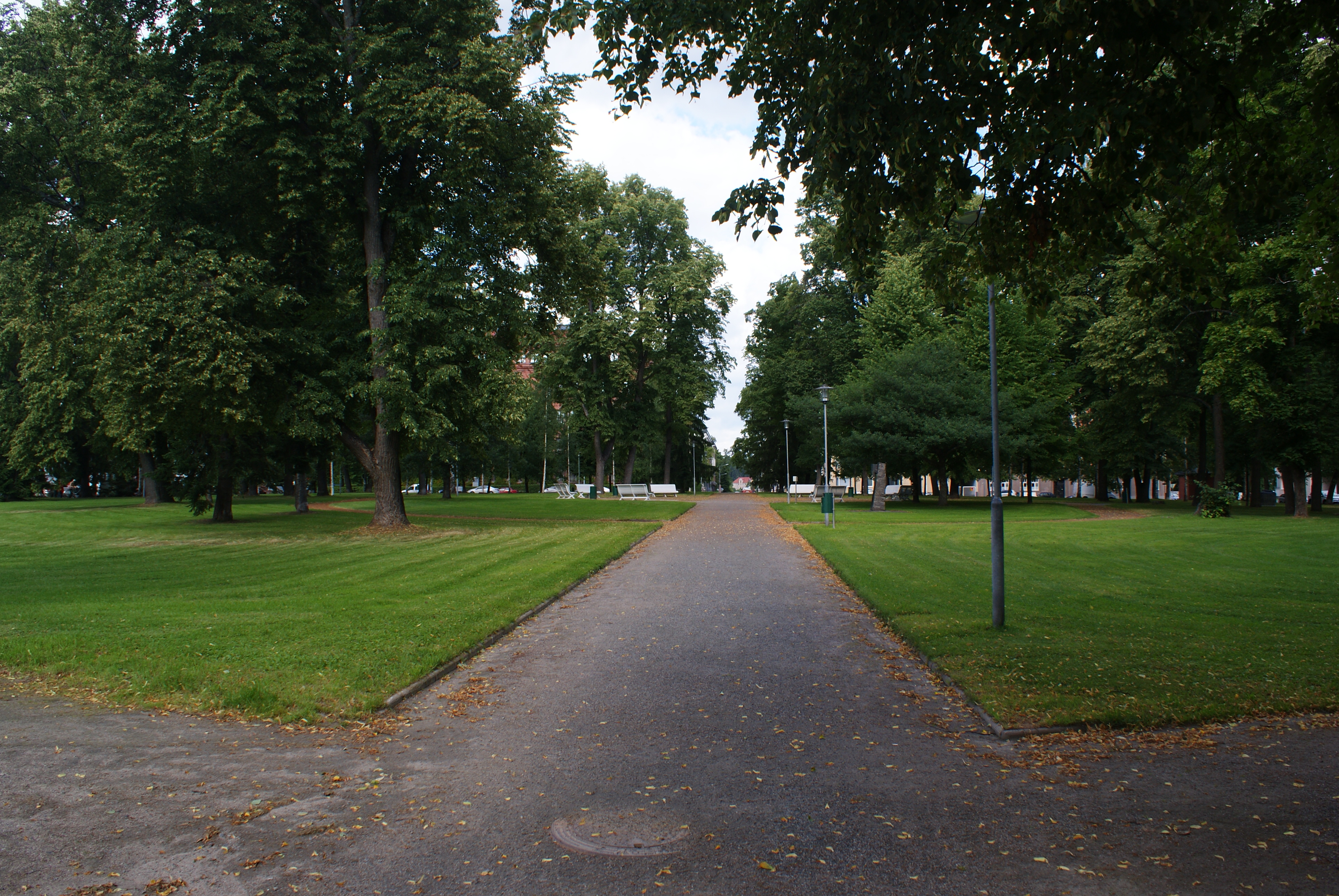
Le parc Piispanpuisto.

Le parc est limité au sud par la rue Hallituskatu, à l'ouest par Piispankatu, au nord par Kirkkokatu est à l'est par Sepänkatu.

Le parc de l'évêque et son  entourage ont pris progressivement leur apparence actuelle au fil des nombreuses étapes de l'histoire de la ville.
Ainsi, les deuxième et troisième églises de Kuopio étaient situées à l'emplacement du parc et deux plaques mémorielles en rappellent l'emplacement.
Dans les anciennes cartes, la place était connue sous le nom de Place du Gouvernement. Lorsque l'édifice du gouvernement provincial situé du côté sud du parc est achevé en 1885, la place située au nord de l'édifice est aménagée en parc et baptisée parc de l'évêque.
Ce dernier nom vient d'un évêché, datant du premier diocèse de Kuopio, situé à l'ouest du parc.
Le parc est principalement planté d'arbres, ce qui était typique des parcs de valeur de la fin du XXe siècle,,.
La direction des musées de Finlande a classé le parc Piispanpuisto et son environnement, en particulier sur sa bordure sud, parmi les sites culturels construits d'intérêt national en Finlande.

## Proximité du parc

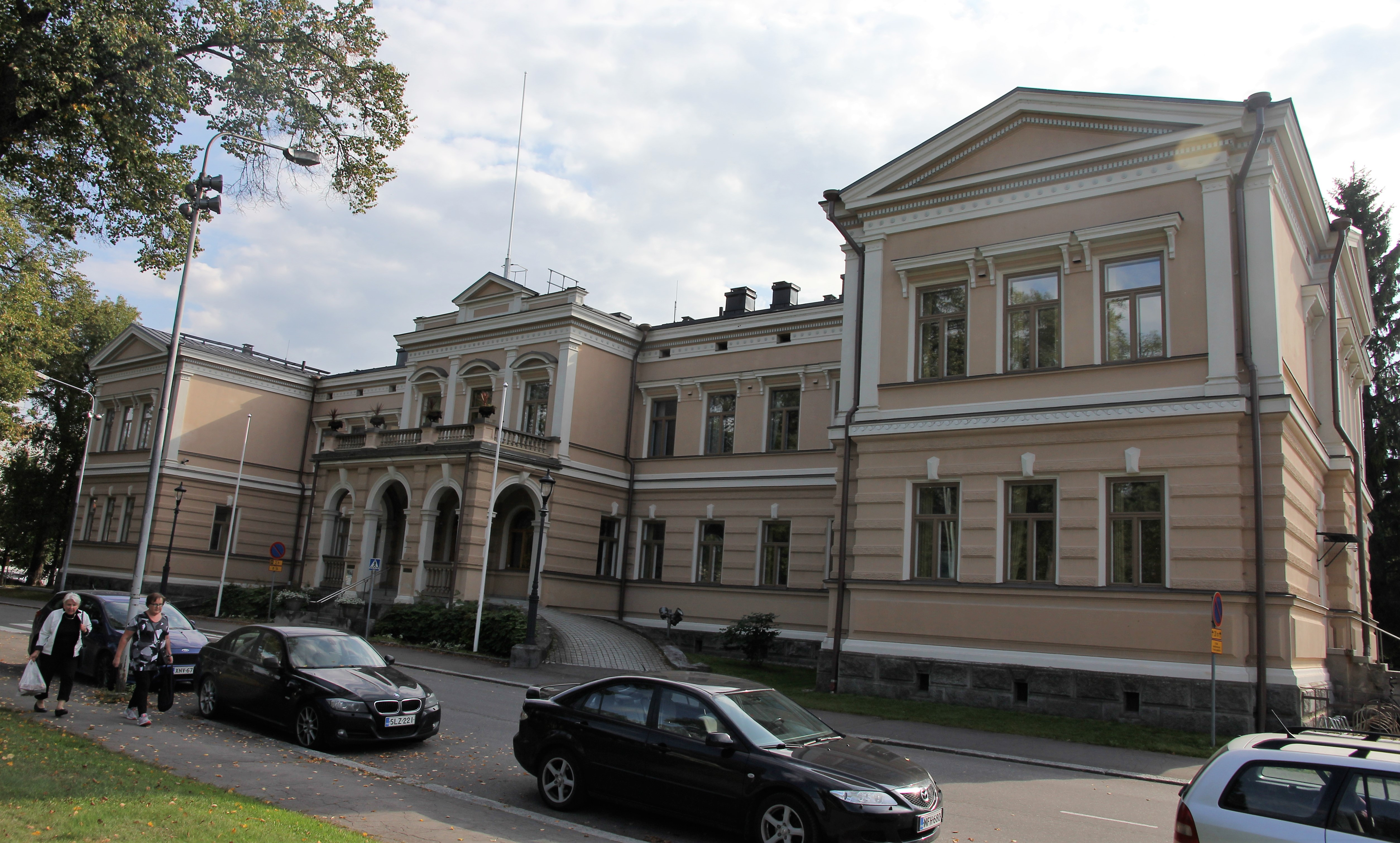
Bâtiment du Gouvernement de Kuopio (Konstantin Kiseleff, 1885), Hallituskatu 12–14.
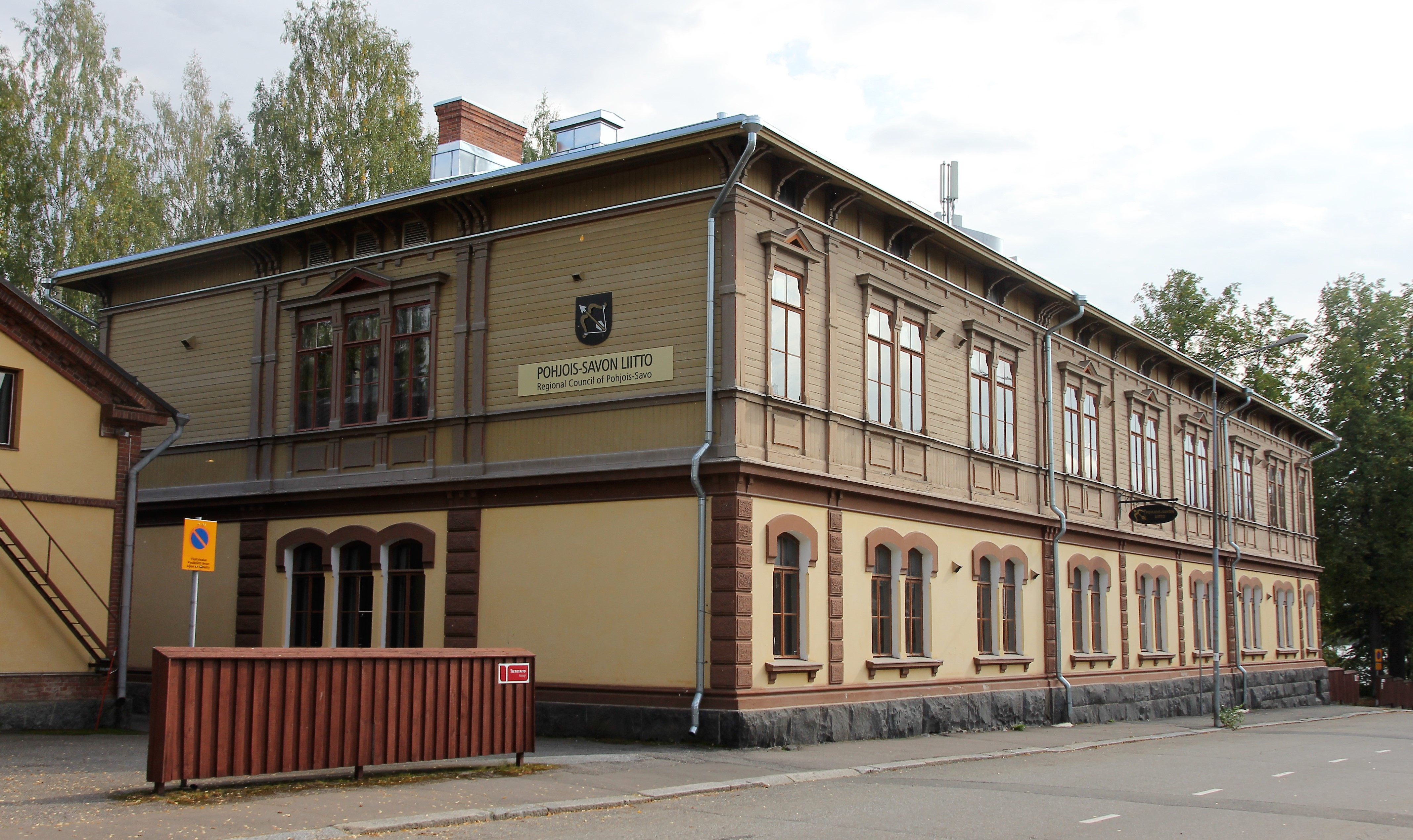
Bâtiment de l'école des sourds-muets  (Theodor Granstedt, 1897-1898), Sepänkatu 1.
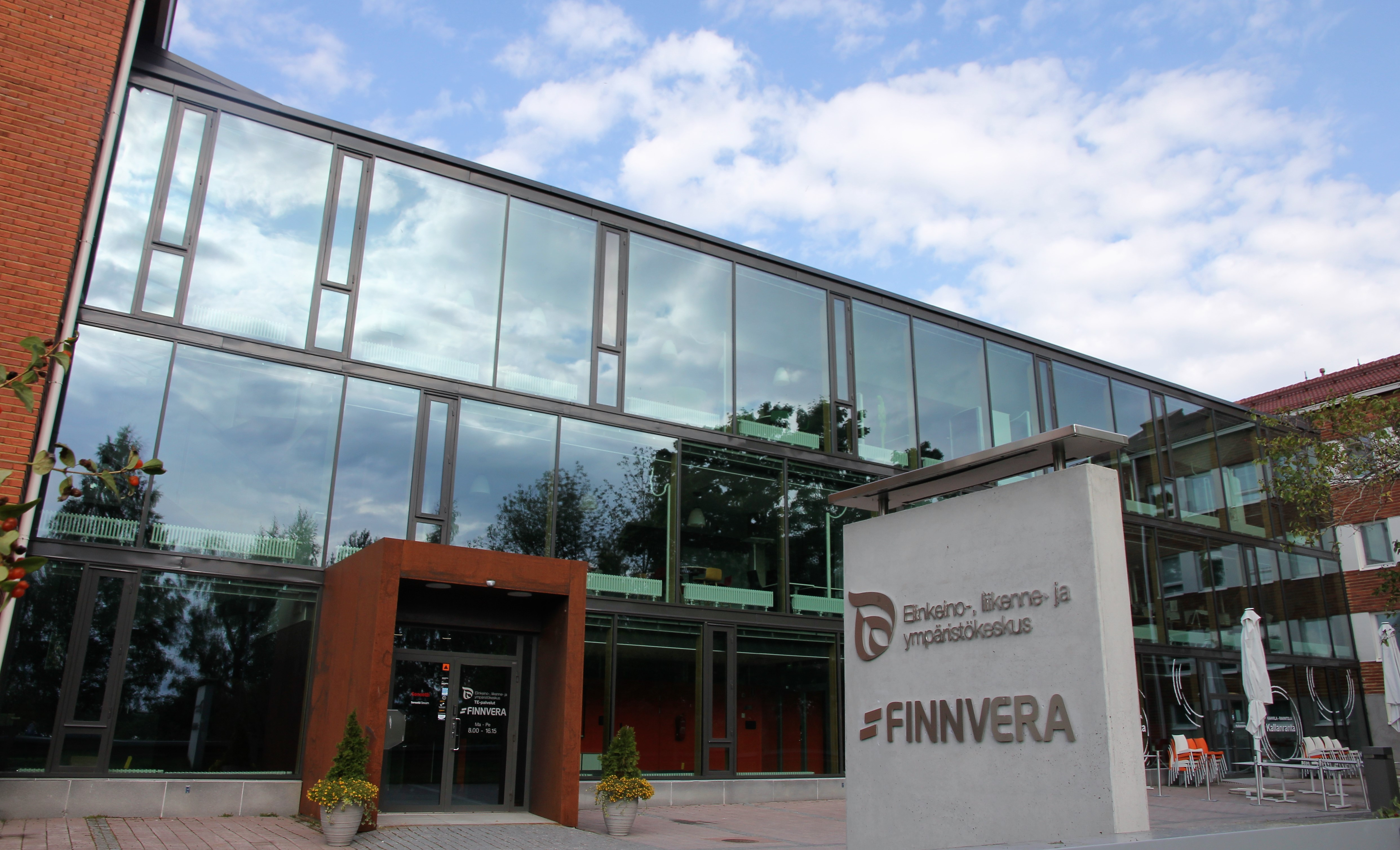
Siège de  Finnvera (Kallanranta 11).
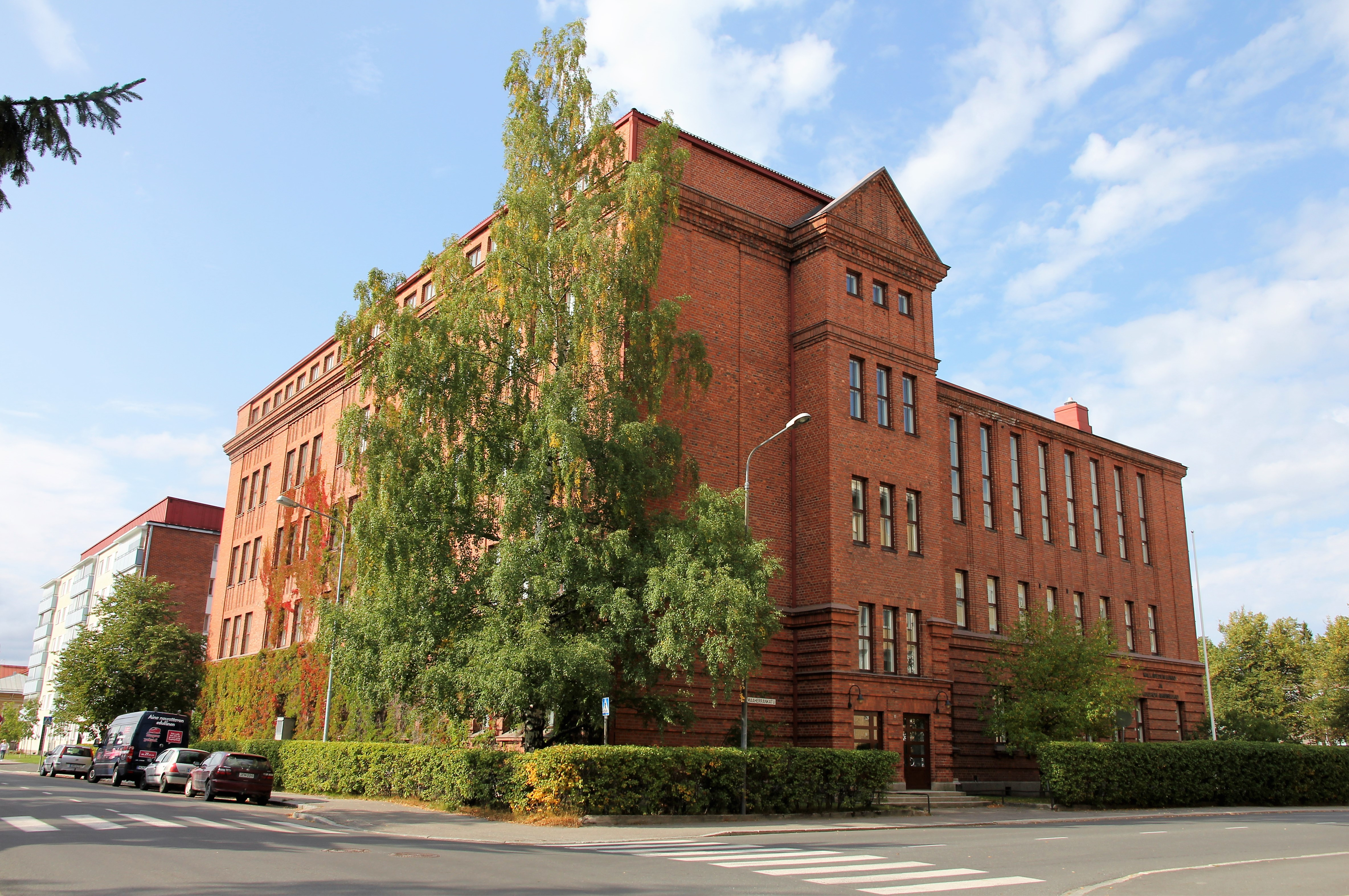
Lycée de Kallavesi (Magnus Schjerfbeck, 1924).
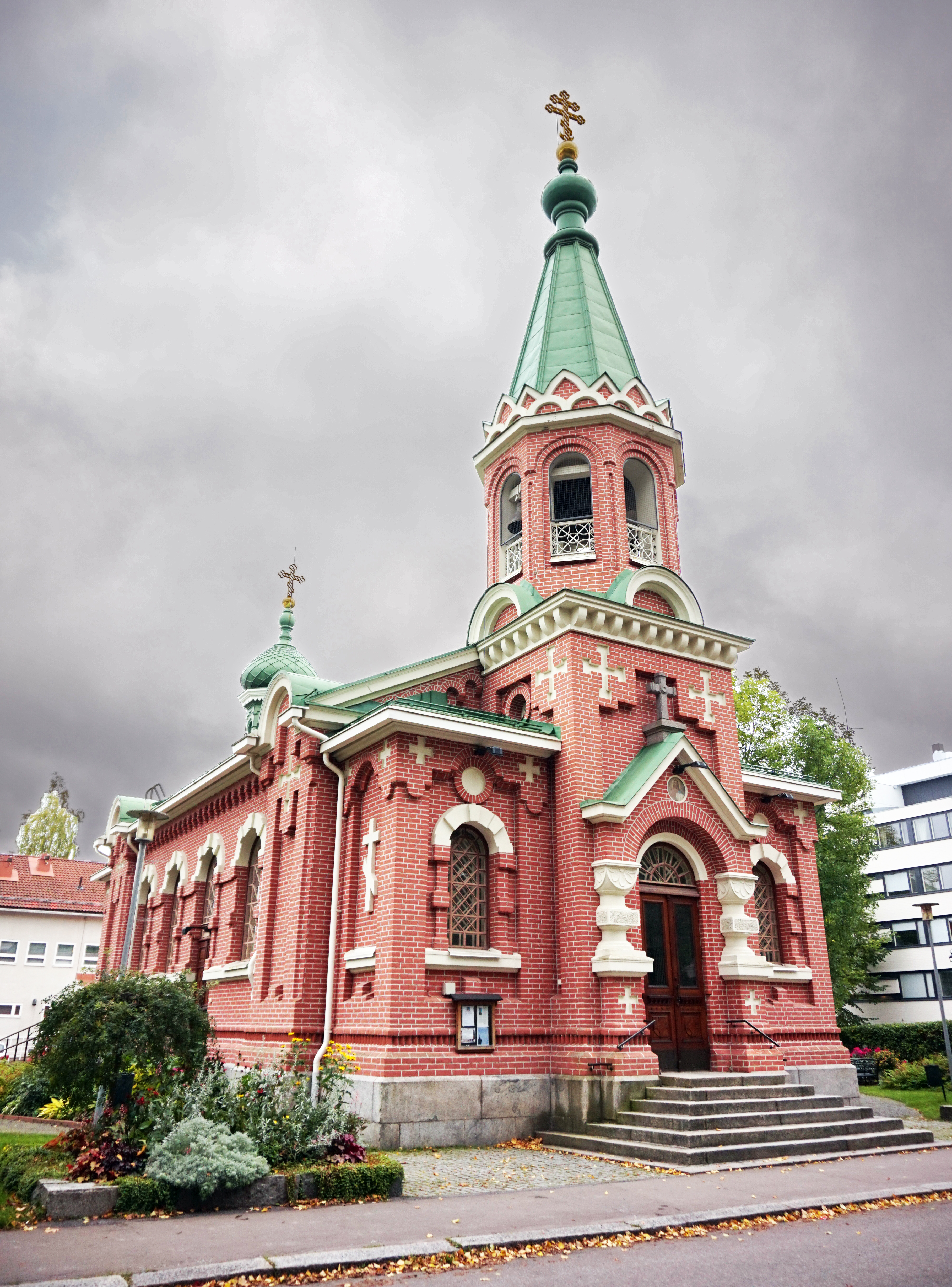
Cathédrale orthodoxe Saint-Nicolas.